# دانشگاه احمدآباد
دانشگاه احمدآباد یک دانشگاه تحقیقاتی خصوصی، غیرانتفاعی است که در گجرات، هند واقع شده است. این دانشگاه که در سال ۲۰۰۹ توسط انجمن آموزش احمدآباد تأسیس شد، شامل شش مدرسه و ده مرکز است. این دانشگاه یک آموزش آزاداندیش در دسترس قرار می‌دهد که بر یادگیری میان‌رشته‌ای، تفکرات پژوهشی و یادگیری تجربی متمرکز است. دانشگاه احمدآباد برنامه‌های متنوعی در حوزه‌های علوم انسانی، هنر، علوم طبیعی، علوم اجتماعی، مهندسی و مدیریت ارائه می‌دهد.